# Wilhelm Hirschfeld
Wilhelm Hirschfeld (* 31. Januar 1795 in Altona; † 26. Oktober 1874 in Stoffsee bei Groß Nordsee, Kreis Rendsburg) war ein deutscher Agrarwissenschaftler, Landwirt, Gutsbesitzer, Autor von Fachbüchern und Politiker. Sein umfassendes Wissen über die Theorie und Praxis des Landbaus, das er als Schüler und Assistent bei dem Agrarwissenschaftler Albrecht Daniel Thaer, durch Selbststudium und als Bewirtschafter eines Musterbetriebes in Holstein erworben hatte, gab er in Vorträgen und Publikationen an die Landwirte weiter.

## Leben und Wirken
Wilhelm Hirschfeld, Sohn eines Arztes und späteren Postmeisters, erlernte auf einem Gut bei Eutin die praktische Landwirtschaft und erwarb sich durch Selbststudium grundlegende theoretische Kenntnisse über den wissenschaftlichen Landbau. Von 1816 bis 1818 war er als Schüler und Assistent bei dem Agrarwissenschaftler Albrecht Daniel Thaer in Möglin tätig. 1819 erwarb er das am alten Eiderkanal gelegene Gut Groß-Nordsee, das er selbst bewirtschaftete. Auf einer randständigen Fläche seines Gutes errichtete er einen Meierhof, den er in Erinnerung an Thaers landwirtschaftliche Ausbildungsstätte "Möglin" benannte.
Hirschfeld pflegte mit zahlreichen Landbauwissenschaftlern, Bodenkundlern und Agrikulturchemikern enge schriftliche und persönliche Kontakte über die Methoden optimaler Landbewirtschaftung. Auf den Flächen seines Gutshofes prüfte er die Auswirkungen verbesserter Bestelltechniken und experimentierte mit neuen Fruchtfolgen. Sein Gut entwickelte sich nach und nach zu einem landwirtschaftlichen Musterbetrieb und zugleich zu einer kleinen Versuchs- und Forschungsstätte.
Seine Erfahrungen als Landwirt und die Erkenntnisse der Landbauwissenschaft hat Hirschfeld in Fachjournalen, Bauernzeitschriften und in mehreren Büchern veröffentlicht. Vor allem nach dem Erscheinen seines ersten Werkes "Die Ernährung und das Wachsthum der Pflanzen, nach den neuesten chemischen und physikalischen Beobachtungen erklärt und angewendet auf die Landwirthschaft " (1844), in dem er die naturwissenschaftlichen Grundlagen des Pflanzenbaus darstellt und über eigene Erfahrungen mit dem Anbau von Feldfrüchten berichtet, wurde er als kompetenter Fachautor weit über die Grenzen seines regionalen Umfeldes bekannt. Noch wirkungsvoller waren seine engagierten, teilweise publizierten Vorträge, die er bei Tagungen regionaler Landwirtschaftsvereine hielt.
1847 organisierte Hirschfeld die 11. Versammlung deutscher Land- und Forstwirthe in Kiel – eine Großveranstaltung mit über 2.500 Teilnehmern aus allen deutschen Ländern und aus dem Ausland. Sein zu diesem Ereignis erschienener "Wegweiser durch die Herzogthümer Schleswig und Holstein …" gilt auch heute noch als eine vorbildliche Beschreibung über die landwirtschaftlichen Verhältnisse dieser Region.
Sein Interesse an der Landespolitik und sein leidenschaftlicher Einsatz für Reformen in der Landwirtschaft führten Hirschfeld auch in die Regionalpolitik. Von 1842 bis 1846 war er Mitglied der Holsteinischen Ständeversammlung; von 1848 bis 1851 gehörte er der Schleswig-Holsteinischen Ständeversammlung an. 1849 war er mitbeteiligt an der Gründung des Schleswig-Holsteinischen Landwirtschaftlichen Centralvereins – des Vorläufers der späteren Landwirtschaftskammer. Bis 1857 hat er als erster Präsident diesen Verein geleitet.
Für seine Verdienste um die Landwirtschaft erhielt Hirschfeld hohe Auszeichnungen. Er war Ehrenmitglied in vielen in- und ausländischen landwirtschaftlichen Vereinen, Ritter der Ehrenlegion und Inhaber der Kaiserlich Österreichischen Großen Goldenen Medaille für Künste und Wissenschaften. 1869 wurde ihm der Preußische Kronenorden verliehen.

## Hauptwerke
- Die Ernährung und das Wachsthum der Pflanzen, nach den neuesten chemischen und physikalischen Beobachtungen erklärt und angewendet auf die Landwirthschaft. Schwerssche Buchhandlung Kiel 1848.
- Versuch einer Materialrevision der wahren Pflanzennahrung. Verlag F. H. Nestler und Melle Hamburg 1846.
- Ein Beitrag zur Bestimmung der rechtlichen Verhältnisse des Wassers für Staats- und Landwirthschaft. Verlag Köbner Altona 1846.
- Wegweiser durch die Herzogthümer Schleswig und Holstein für die Mitglieder der XI. Versammlung deutscher Land- und Forstwirthe. Kiel 1847.
- Amtlicher Bericht über die XI. Versammlung deutscher Land- und Forstwirthe zu Kiel, im September 1847. Redigiert von W. Hirschfeld und H. Carstens. Herausgegeben von dem Vorstande der Versammlung. Druck der H. W. Köbner´schen Officin, Altona 1848.
- Die Fruchtbarmachung des Bodens. Schriftenreihe: Landwirthschaftliche Vorträge 1. Heft. Verlag von Carl Schröder und Comp. Kiel 1852.
- Das Pflanzenleben. Schriftenreihe: Landwirthschaftliche Vorträge 2. Heft. Verlag von Carl Schröder und Comp. Kiel 1853.
- Beschreibung eines adeligen Gutes in Schleswig-Holstein. Verlag von Carl Schröder und Comp. Kiel 1867.
- Historische Rückblicke gesammelt: Ein Beitrag zum 25.Jahrestage der Schleswig-Holsteinischen Erhebung. Verlag Nolte Hamburg 1874.